# Laski (Moskwa)
Laski ist ein Dorf in Polen in der Woiwodschaft Łódź. Der Ort gehört zum Schulzenamt Moskwa in der Gmina Nowosolna.

## Geschichte
Laski wurde 1797 von deutschen Siedlern gegründet, vier Jahre nachdem die Region mit der zweiten polnischen Teilung als Teil Südpreußens zu Preußen gelangt war. Die Bevölkerung des Ortes und stammte der Herkunft nach aus Pommern.
Im Jahr 1807 wurde die Region ein Teil des neu gegründeten Herzogtums Warschau, und ab 1815 gehörte sie zu Kongresspolen.
Im Jahr 1825 gab es in Byszewy und Laski zusammen 6 Siedlerstellen mit 47 Einwohnern (incl. Gesinde), zehn Jahre später waren es für beide Orte zusammen nur noch 5 Stellen, auf denen ebenso viele Kolonisten mit 37 Angehörigen lebten (da zu dieser Zeit das Gesinde etwa 30 % der dörflichen Bevölkerung ausmachte, dürfte die tatsächliche Einwohnerzahl bei etwa 55 Personen gelegen haben). Zu dieser Zeit gehörten Laski und Byszewy gemeinsam mit Plichtów, ebenfalls ein von deutschen Siedlern gegründeter Ort, zur Grundherrschaft Moskwa.
Mit der Gründung des evangelischen Kirchspiels Brzeziny 1826 wurde Laski dort eingepfarrt.
Vermutlich schon 1830, spätestens aber ab 1842, besuchten die Kinder aus Laski die Kantoratsschule in Głogowiec.
Ab 1859 bis 1954 gehörte Laski zur Gmina (Gemeinde) Lipiny.
Nach dem Januaraufstand von 1863/64 wanderte ein großer Teil der deutschen Familien aus Laski nach Wolhynien oder in die Stadt ab.
Ende des 19. Jahrhunderts gab es im Ort immer noch nur fünf Häuser mit 59 Einwohnern.
Im Ersten Weltkrieg lag der Ort mitten im Kampfgebiet der Schlacht um Łódź. Ob es zu Schäden im Ort kam oder ob Einwohner von Laski durch den Krieg ums Leben kamen, ist nicht bekannt.
1935 lebten in Laski noch etwa 20 Deutsche.
Zur Zeit der deutschen Besetzung im Zweiten Weltkrieg gehörte Laski zum Reichsgau Wartheland.

## Verweise